# Hubert Kronlachner
Hubert Kronlachner (* 21. Oktober 1923 in Attnang-Puchheim; † 21. März 2015 in Basel) war ein österreichischer Schauspieler und Hörspielsprecher.

## Leben
Nach Entlassung aus britischer Kriegsgefangenschaft besuchte Hubert Kronlachner zunächst das Konservatorium in Linz, ehe er sich von 1948 bis 1950 am Wiener Max-Reinhardt-Seminar zum Schauspieler ausbilden ließ und 1950 an der Österreichischen Landesbühne debütierte, der er bis 1953 angehörte. Im selben Jahr trat Kronlachner ein 4-jähriges Engagement am Landestheater Salzburg an, danach spielte er von 1957 bis 1960 an den Städtischen Bühnen Bremerhaven, von 1960 bis 1962 gastierte er an den Städtischen Bühnen Oberhausen und in der Spielzeit 1962/63 an den Städtischen Bühnen Augsburg. Unter Kurt Hübner und Peter Zadek war Kronlachner von 1963 bis 1968 am Theater Bremen verpflichtet, bis er Ende der 1960er Jahre in die Schweiz zog. Hier stand er von 1968 bis 1978 auf der Bühne der Basler Theater. Nachdem er bereits 1979 am Schauspielhaus Zürich gastweise aufgetreten war, holte Gerd Heinz ihn 1981 an sein Haus, dessen Ensemble er ohne Unterbrechung bis zum Jahr 2000 angehörte.
Wichtige und bekannte Rollen in Kronlachners Bühnenlaufbahn waren 1955 in Salzburg der Jago in Shakespeares Othello oder die Titelrolle in Brechts Der aufhaltsame Aufstieg des Arturo Ui in Bremen. In Basel war er neben anderen Rollen Estragon in Warten auf Godot von Samuel Beckett, die Titelfigur in König Ubu von Alfred Jarry oder Robespierre in Büchners Dantons Tod. Das Zürcher Publikum sah Kronlachner als Malvolio in Was ihr wollt oder Odoardo in Lessings Emilia Galotti. Er war Albert Einstein in Dürrenmatts Physikern, der Koch Lobkowitz in Mein Kampf von George Tabori oder Bruscon in der Schweizer Erstaufführung von Thomas Bernhards Theatermacher.
In seiner 60 Jahre dauernden Bühnenkarriere spielte Hubert Kronlachner noch 2010 an der Seite von Laurin Buser in dem Stück Das Herz eines Boxers von Lutz Hübner. Lang anhaltenden Erfolg hatte er außerdem mit dem Einpersonenstück Der Kontrabass von Patrick Süskind. Die Rolle des Orchestermusikers spielte Kronlachner zwischen 1981 und 2009 genau 600 mal. Die letzte Vorstellung fand am 4. Januar 2009 im Schauspielhaus Zürich statt.
Nach seinem Kameradebüt 1965 arbeitete Hubert Kronlachner auch sporadisch immer wieder fürs Fernsehen. Daneben war er auch als Hörspielsprecher tätig und wirkte u. a. 1960 in einigen Teilen der Serie Dickie Dick Dickens mit. Kronlachner war zudem Autor des Bühnenstückes Abraham sass nah am Abhang, das am 31. Dezember 1990 im Keller des Schauspielhauses Zürich uraufgeführt und bereits ein Jahr zuvor vom Schweizer Radio DRS in einer Hörspielfassung gesendet worden war.
Kronlachner war mit Lydia Kronlachner (* 21. Oktober/24. Dezember 1923/1931 in Baden bei Wien; † 15. Mai 2014 in Basel) verheiratet.
Hubert Kronlachner lebte zuletzt in Basel und starb dort 91-jährig an den Folgen eines Schlaganfalls.

## Filmografie
- 1965: Held Henry
- 1965: Die Gegenprobe
- 1966: Frühlings Erwachen
- 1969: Der Talisman
- 1972: Der Tod des Ministers
- 1972: Butler Parker – Der Doppelgänger
- 1974: Konfrontation
- 1975: Totstellen – Der Sohn eines Landarbeiters wird Bauarbeiter und baut sich ein Haus
- 1983: Das Dorf an der Grenze – Kärnten 1966–1976
- 1984: Lieber Vater
- 1984: Heiße Tage im Juli
- 1984: Atemnot
- 1985: ...beschloss ich Politiker zu werden
- 1987: Lebenslinien
- 1989: Das Mädl aus der Vorstadt
- 1997: Die verlorene Tochter
- 1999: Beresina oder die letzten Tage der Schweiz

## Hörspiele
- 1955: Kaprun – Regie: Gustav Burmester
- 1960: Dickie Dick Dickens (Staffel 1, Folgen 6, 8, 10, 11 und 12) – Regie: Günter Siebert/Fritz Kraus
- 1962: Radetzkymarsch (Teile 1 und 3) – Regie: Gert Westphal
- 1963: Die Geisel – Regie: Peter Zadek
- 1964: Junggesellenabschied – Regie: Rudolf Noelte
- 1964: Tapezieren für Anfänger – Regie: Günter Siebert
- 1975: Die Geschichten vom Fräulein Pollinger – Regie: Ulrich Heising
- 1981: Witwenverbrennung – Regie: Wolf Neuber
- 1989: Abraham sass nah am Abhang – Regie: René Scheibli